# Manfredo II Correggio
Manfredo II Correggio va ser fill de Borso I Correggio. Va ser comte sobirà de Correggio el 1503 a la mort del seu pare i junt amb son germà gran Gianfrancesco II Correggio, i comte de l'Imperi investit el 27 de maig de 1517 i 16 de desembre de 1520, i a més va obtenir un diploma extraordinari el 20 de gener de 1533 sobre qüestions econòmiques i jurídiques. Va ser també senyor de Campagnola, Rossena i Fabbrico, i senyor de Scurano i Bazzano.
Va ser patrici de Parma i Venècia
Capità de cavalleria a l'exèrcit del duc de Milà el 1513, i a l'exèrcit del rei de França el 1515; va passar al servei de l'emperador el març de 1527.
Va morir a Correggio el 20 de març de 1546. Es va casar el 1514 amb Lucrezia d'Este, filla d'Ercole I d'Este, primer comte de Corteolona i senyor de San Martino in Rio, i va deixar set fills: Giberto VIII Correggio, Camillo Correggio, Fabrizio Correggio, Isabella (+1574), Olimpia (monja que es va casar el 1549 amb dispensa i va morir de part el 1551), Blanca (monja) i Bàrbara.